# NGC 7641
NGC 7641 = NGC 7627 ist eine Spiralgalaxie vom Hubble-Typ Sa im Sternbild Pegasus am Nordsternhimmel. Sie ist schätzungsweise 359 Millionen Lichtjahre von der Milchstraße entfernt und hat einen Durchmesser von etwa 180.000 Lichtjahren. 

Im selben Himmelsareal befinden sich u. a. die Galaxien NGC 7638, NGC 7639, NGC 7643, IC 1484.
Das Objekt wurde am 18. November 1886 von Lewis Swift entdeckt.